# Koffermuscheln
Die Koffermuscheln (Donacidae), auch Stumpf- oder Dreiecksmuscheln sind eine Familie der Muscheln aus der Ordnung Cardiida. Die ältesten Vertreter der Familie stammen aus dem Aptium (Unterkreide).

## Merkmale
Die kleinen bis mittelgroßen, meist gleichklappigen, flachen Gehäuse sind im Umriss gerundet-dreieckig, länglich-elliptisch oder auch gerundet-keilförmig. Sie sind ungleichseitig, die Wirbel sitzen etwas hinter der Mittellinie bezogen auf die Gehäuselänge. Der Ventralrand ist fast gerade, das Dorsum fast rechtwinklig. Das Schloss weist in beiden Klappen je zwei Hauptzähne auf. Das braune Ligament ist klein. Außerdem sind max. je ein vorderer und hinterer Lateralzähne vorhanden. Die Ornamentierung besteht überwiegend aus feinen Anwachslinien und feinen radialen Linien. Die Mantellinie ist tief eingebuchtet. 

## Geographische Verbreitung und Lebensraum
Die Koffermuschel sind weltweit verbreitet. Die meisten Arten leben aber in warmen und tropischen Meeren. Sie bevorzugen das Flachwasser von der Gezeitenzone bis in etwa 60 Meter Wassertiefe. Sie können sich, wenn sie von der Strömung oder Brandung ausgespült werden, schnell wieder eingraben. 

## Taxonomie
Das Taxon wurde 1828 von John Fleming aufgestellt. Die Familie ist allgemein anerkannt.
- - Donax Linnaeus, 1758
    - Donax rugosus Linnaeus, 1758
    - Donax semistriatus Poli, 1795
    - Donax trunculus Linnaeus, 1758
    - Donax variegatus (Gmelin, 1791)
    - Donax venustus Poli, 1795
    - Sägezähnchen (Donax vittatus da Costa, 1778)

  - Egerella Stoliczka, 1870 †
  - Galatea Bruguière, 1797
  - Hecuba Schumacher, 1817
  - Iphigenia Schumacher, 1817
  - Profischeria Dall, 1903
  - Serrula Mörch, 1853

## Belege